# Bruno Matykiewicz
Bruno Matykiewicz (* 21. dubna 1959 Stonava) je bývalý československý a český vzpěrač polské národnosti.

## Sportovní kariéra
Narodil se ve Stonavě do hornické rodiny. V 9 letech se s rodinou stěhoval do sousedních Albrechtic, protože jejich dům ve Stonavě musel ustoupit těžbě uhlí. V Karviné se učil důlním zámečníkem a v školním kroužku vzpíral. Karvinský instruktor otec Pavlík u něho rozpoznal talent a tak začal docházet na tréninky vzpírání do klubu TJ ŽD Bohumín k bývalému reprezentantovi Vítězslavu Országovi.
Po vyučení narukoval v roce 1978 na vojnu do Trenčína, kde se v armádním sportovním středisku Dukla připravoval pod vedením Milana Kováče a v roce 1980 poprvé startoval na seniorském mistrovství Evropy v Bělehradě ve váze do 100 kg. Do olympijského výběru trenéra Emila Brzósky se však prozatím nevešel. Po návratu z vojny se připravoval ve středisku vrcholového sportu VŽKG při Baníku Havířov, ale nadále startoval za domovský klub ŽD Bohumín.
V roce 1981 zastoupil zraněného reprezentačního kolegu Otu Zarembu na listopadovém mistrovství světa a Evropy ve francouzském Lille, když ve dvojboji obsadil nečekané druhé místo. V roce 1982 pokračoval ve výborných výkonech ve váze do 100 kg.
V roce 1983 na listopadovém mistrovství světa a Evropy v Moskvě, při druhém pokusu na 182,5 kg utrpěl dislokaci ramene a do druhé disciplíny nadhozu nenastoupil. Zraněné rameno se brzy zahojilo, ale v olympijském roce 1984 měl na jaře při lékařské prohlídce nespecifikovaný pozitivní nález a musel předčasně ukončit sezonu a následně i sportovní kariéru. Později bylo specifikováno, že se jednalo o ledvinové onemocnění.

### Výsledky
| Rok                        | Místo                 | Kategorie         | Trh (kg)          | Trh (kg)          | Trh (kg)          | Trh (kg)          | Nadhoz (kg)       | Nadhoz (kg)       | Nadhoz (kg)       | Nadhoz (kg)       | Dvojboj (kg)      | Pořadí            |
| Rok                        | Místo                 | Kategorie         | 1                 | 2                 | 3                 | Pořadí            | 1                 | 2                 | 3                 | Pořadí            | Dvojboj (kg)      | Pořadí            |
| Mistrovství světa          | Mistrovství světa     | Mistrovství světa | Mistrovství světa | Mistrovství světa | Mistrovství světa | Mistrovství světa | Mistrovství světa | Mistrovství světa | Mistrovství světa | Mistrovství světa | Mistrovství světa | Mistrovství světa |
| -------------------------- | --------------------- | ----------------- | ----------------- | ----------------- | ----------------- | ----------------- | ----------------- | ----------------- | ----------------- | ----------------- | ----------------- | ----------------- |
| 1981                       | Lille, Francie        | –100 kg           |                   |                   | 175               | Bronzová medaile  |                   |                   | 217,5             | Bronzová medaile  | 392,5             | Stříbrná medaile  |
| 1982                       | Lublaň, Jugoslávie    | –100 kg           |                   |                   | 180               | Bronzová medaile  |                   |                   | 217,5             | Bronzová medaile  | 397,5             | Bronzová medaile  |
| 1983                       | Moskva, Sovětský svaz | –100 kg           | 177,5             | 182,5             | 182,5             | 7.                | —                 | —                 | —                 | DNS               | —                 | DNF               |
| Mistrovství Evropy         |                       |                   |                   |                   |                   |                   |                   |                   |                   |                   |                   |                   |
| 1980                       | Bělehrad, Jugoslávie  | –100 kg           |                   |                   | 162,5             | 5.                |                   |                   | 197,5             | 4.                | 630               | 6.                |
| 1981                       | Lille, Francie        | –100 kg           |                   |                   | 175               | Bronzová medaile  |                   |                   | 217,5             | Bronzová medaile  | 392,5             | Stříbrná medaile  |
| 1982                       | Lublaň, Jugoslávie    | –100 kg           |                   |                   | 180               | Bronzová medaile  |                   |                   | 217,5             | Bronzová medaile  | 397,5             | Bronzová medaile  |
| 1983                       | Moskva, Sovětský svaz | –100 kg           | 177,5             | 182,5             | 182,5             | 7.                | —                 | —                 | —                 | DNS               | —                 | DNF               |
| Mistrovství světa juniorů  |                       |                   |                   |                   |                   |                   |                   |                   |                   |                   |                   |                   |
| 1978                       | Athény, Řecko         | –90 kg            |                   |                   | 137,5             | 6.                |                   |                   | 162,5             | 8.                | 300               | 7.                |
| 1979                       | Debrecín, Maďarsko    | –100 kg           |                   |                   | 150               | 4.                |                   |                   | 177,5             | 6.                | 327,5             | 4.                |
| Mistrovství Evropy juniorů |                       |                   |                   |                   |                   |                   |                   |                   |                   |                   |                   |                   |
| 1978                       | Athény, Řecko         | –90 kg            |                   |                   | 137,5             | 6.                |                   |                   | 162,5             | 7.                | 300               | 6.                |
| 1979                       | Debrecín, Maďarsko    | –100 kg           |                   |                   | 150               | 4.                |                   |                   | 177,5             | 6.                | 327,5             | 4.                |